# José Maria da Fonseca de Évora
José Maria da Fonseca de Évora, O.F.M. Obs. (Évora, 3 de dezembro de 1690 - Porto, 16 de junho de 1752) foi um frei franciscano, diplomata e prelado português da Igreja Católica, que serviu como embaixador português na Santa Sé e como bispo do Porto.

## Biografia
Nascido José Ribeiro da Fonseca Figueiredo e Sousa, era filho de um tenente de cavalos, que servira a Casa de Áustria em Milão e em Flandres, Manuel Ribeiro da Fonseca Figueiredo e de sua esposa, Ana Maria Barroso da Gama Michão. Estudou na Universidade de Évora, onde obteve o mestrado em artes, e depois (a partir de 1710) na Universidade de Coimbra, onde obteve o doutorado em direito canônico.

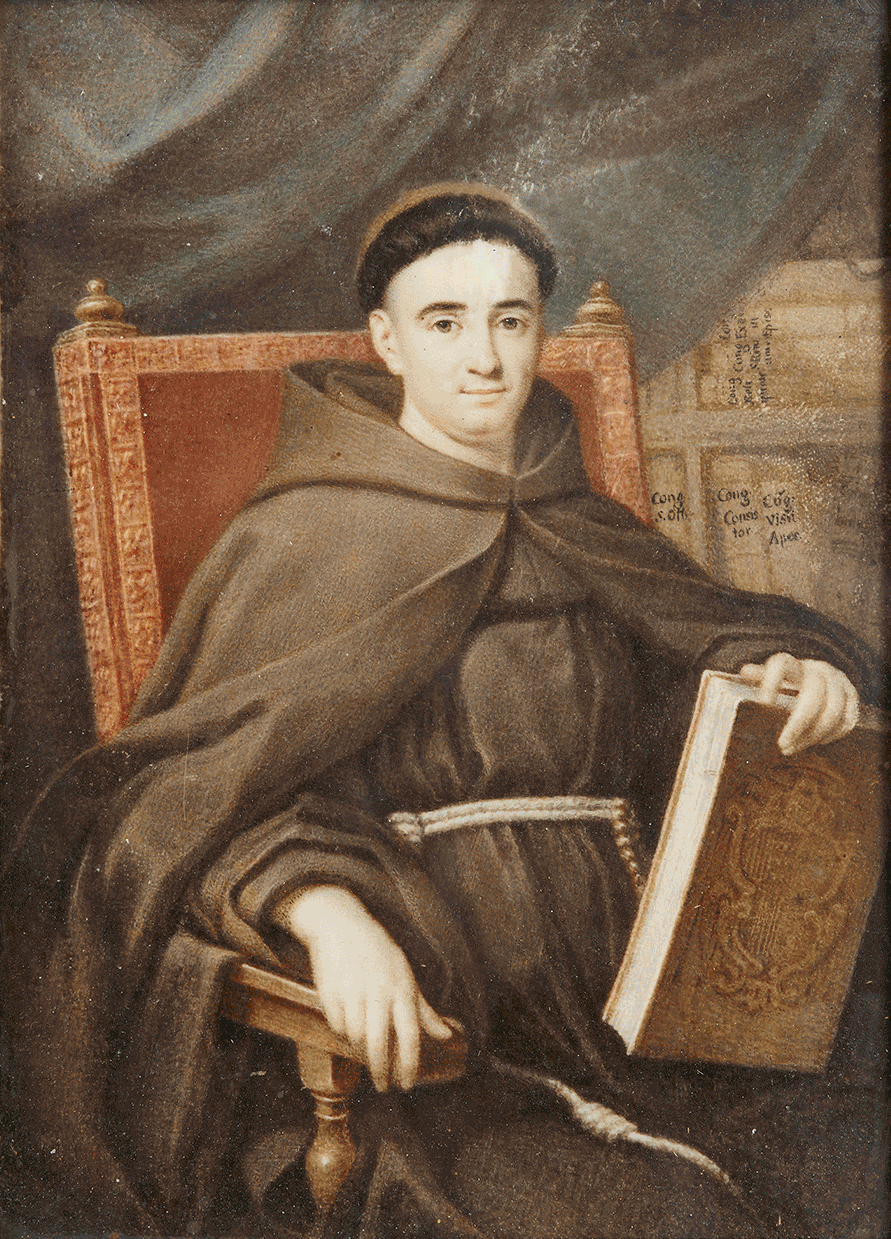
Fr. José Maria da Fonseca Évora (c. 1730), têmpera sobre marfim, Maria Felice Tibaldi Subleyras (1707-1770), atrib. Museu Nacional de Arte Antiga, Lisboa.

Em 1712, estando na embaixada do Marquês de Fontes, José Ribeiro da Fonseca Figueiredo e Sousa parte para Roma, cidade onde permaneceria até 1740. Professou na Ordem dos Frades Menores Observantes em 8 de dezembro de 1712, no convento franciscano de Santa Maria in Aracoeli de Roma, tomando o nome de Frei José Maria da Fonseca Évora.
Foi ordenado padre em dezembro de 1715.
A partir de 1723 exerceu sucessivos cargos de relevância no contexto da ordem franciscana, sendo nomeadamente, Superior e Prelado Geral de toda a ordem, seu visitador e reformador apostólico. No desempenho de tais cargos instituiu novas aulas de filosofia, teologia especulativa e moral no convento de Aracoeli, renovou a capela Savelli (no transepto da igreja conventual), bem como mandou reedificar outras construções pertencentes à Ordem dos Frades Menores.
Em 1723, manda restaurar e enriquecer a biblioteca do convento de Aracoeli, depois conhecida como Biblioteca Eborense. Também lá estabeleceu uma casa para biblioteca, ornada de primorosas estantes e elegantes pinturas e nela pôs tão grande numero de livros, impressos e manuscritos, que se tornou uma das mais ricas bibliotecas de Roma. Em recompensa, o Papa Clemente XII lhe concedeu por breve de 20 de setembro de 1727 a administração vitalícia da biblioteca, com a faculdade de nomear bibliotecários e demais oficiais.
No ano de 1728 as relações diplomáticas entre Portugal e a Santa Sé são interrompidas. Assim, todos os portugueses não residentes permanentemente em Roma, recebem ordem para abandonar a cidade. Partem naturalmente o embaixador e respectiva comitiva, bem como o  cardeal D. José Pereira de Lacerda, os responsáveis pela Academia de Portugal em Roma (José Correia de Abreu e José Jorge 
de Sequeira) e todos os jovens artistas que ali pensionavam, entre outros.

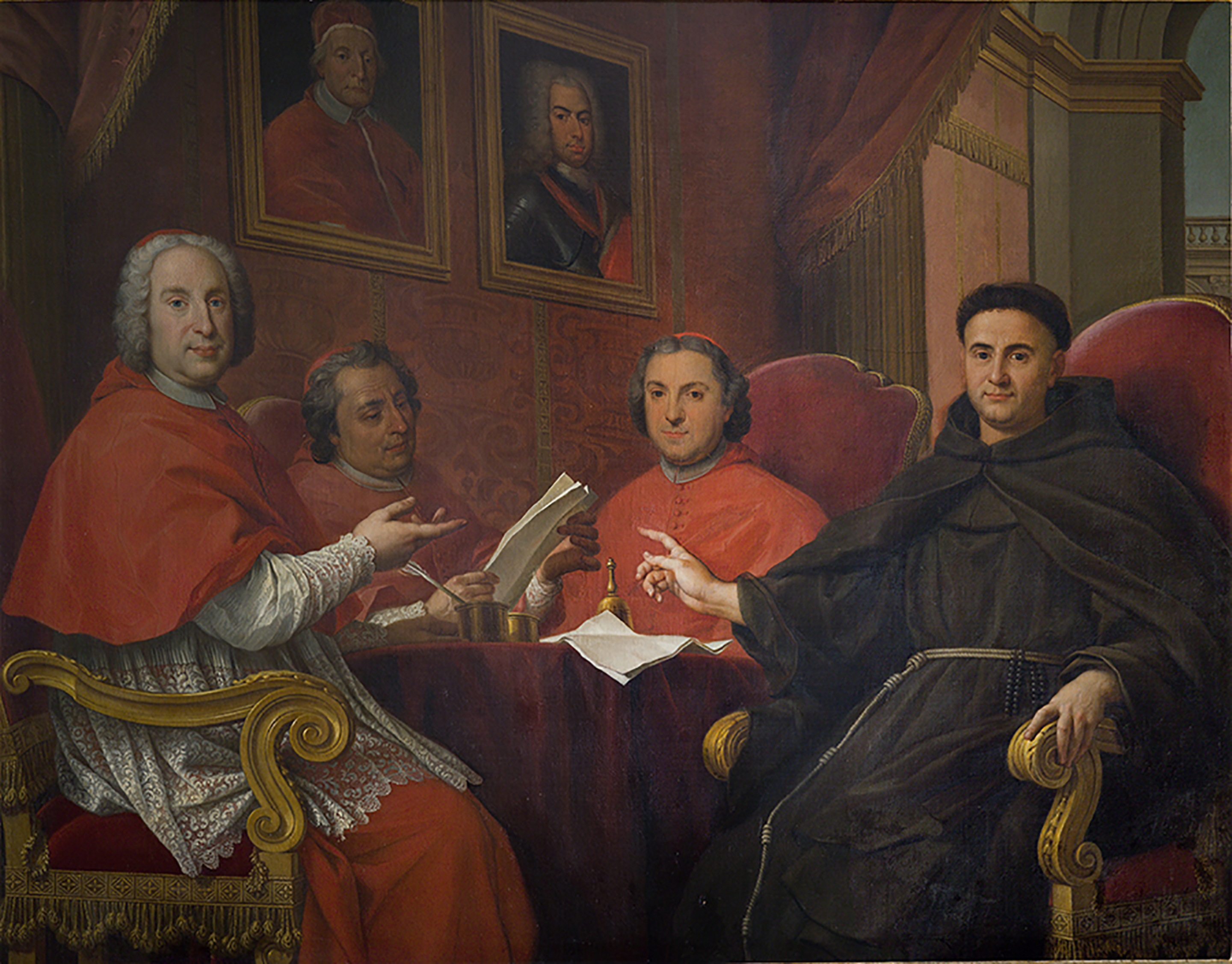
Fr. José Maria da Fonseca Évora com os cardeais Neri Maria Corsini, Marcello Passeri e Antonio Saverio Gentili assinando o documento que concedia o cardinalato à nunciatura de Lisboa, c. 1732, óleo sobre tela, Agostino Masucci (1692-1758), atrib. Collegio Romano, Roma. Exposto na Biblioteca Nazionale Centrale Vittorio Emmanuele II

Com essa situação, assumiu as funções de encarregado de negócios do rei de Portugal em Roma. Ao cargo de encarregado de negócios sucede-se o de embaixador de Portugal (entre 1730 e 1740). Em 1731 foi nomeado ministro residente e em 1733, ministro plenipotenciário. Foi ainda intendente dos negócios do Reino da Sardenha, sendo seu plenipotenciário, nos papados de Bento XIII, Clemente XII e Bento XIV, além de membro de diversas academias, como a Etrusca, a dos Árcades e da Academia Real da História Portuguesa. Ainda, foi nomeado pela República de Veneza e pelo Senado Romano como Patrício.
Em 10 de fevereiro de 1739 foi feito bispo do Porto, por nomeação de Dom João V, apresentada no consistório de 2 de janeiro de 1740 e confirmada pelo Papa Papa Bento XIV. Partiu de Roma em 1 de outubro deste ano, chegando em Lisboa em 18 de dezembro.
Foi consagrado em 12 de março de 1741, na Sé de Lisboa, pelo cardeal-patriarca Dom Tomás de Almeida, coadjuvado por Dom Hilário de Santa Rosa, O.F.M. Ref., bispo de Macau e por Dom João do Nascimento, O.F.M. Ref., bispo do Funchal. Fez entrada solene na diocese em 5 de maio de 1743. Na diocese, além do governo pastoral, mandou reparar e adornar o Paço Episcopal do Porto.
Morreu em 16 de junho de 1752 e foi sepultado na Sé do Porto.